# Special Forces Qualification Course

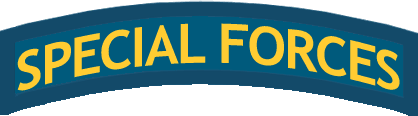
Das Special Forces Qualification Tab (dt. „Sondereinsatzkräfte-quali-
fikations-Band“), wird oberhalb des Verbandsabzeichens und des Springerbands am Ärmel getragen

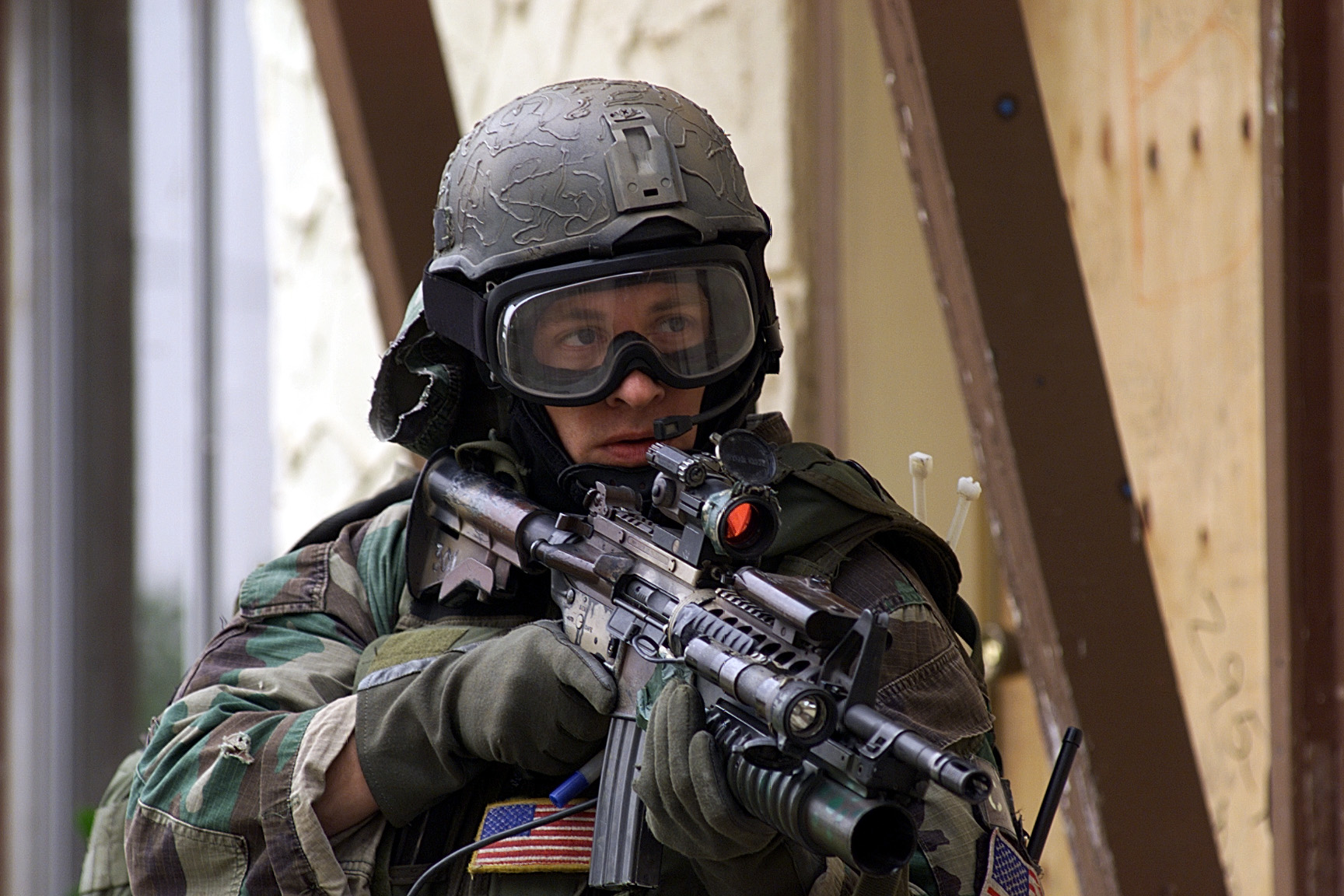
Soldat der Special Forces mit M4A1 im Anschlag

Der Special Forces Qualification Course (dt. Spezialeinsatzkräfte-Qualifizierungs-Kurs) ist der entscheidende Selektionsprozess für die Aufnahme in die US Special Forces (Green Berets) der US Army, der sich an den Assessment and Selection Course (dt. Sondereinsatzkräfte Besetzungs- und Auswahlkurs) anschließt, der vorab die grundsätzliche körperliche, mentale und charakterliche Eignung des Bewerbers nachgewiesen hat.

## Special Forces Qualification Course

### Qualifizierung
Nachdem der SFAS-Course die mögliche körperliche, mentale und charakterliche Eignung des Aspiranten bewiesen hat, beginnt mit dem Special Forces Qualification Course (SFQC) (dt. „Sondereinsatzkräfte-Qualifizierungs-Kurs“) die eigentliche Qualifizierung und Ausbildung des Soldaten, bei dem ihm alle Fertigkeiten und Erfahrungen vermittelt werden, die er später in sein Team einbringt. Obwohl hier nur noch wenige scheitern, ist dies der letzte Filter. Erst nach dem erfolgreichen Abschluss erhält der Bewerber „sein“ grünes Barett. Dieser Fortgeschrittenenlehrgang unterteilt sich in drei Phasen:

### Phase 1
In Phase eins werden noch einmal die Grundlagen infanteristischer Gefechtsführung vertieft, um sicherzustellen, dass alle Aspiranten, auch die aus anderen Waffengattungen, über die gleichen Fähigkeiten verfügen. Dieser 39 Tage dauernde Kurs ist die letzte Möglichkeit, ungeeignete Bewerber vor Beginn der vergleichsweise sehr teuren Spezialisierung in Phase zwei auszusondern.

### Phase 2
In Phase 2 wird die Gruppe der Bewerber nach den für die einzelnen festgelegten Tätigkeitscodes, wie Einsatzplanung für Offiziere und Warrant Officer (etwa vergleichbar mit einem Offizier des militärfachlichen Dienstes), Nachrichten (Aufklärung), Pionierwesen, Waffen, Sanitätswesen und Fernmeldewesen, neu zusammengestellt.
Je nach Bereich kann die Ausbildung zu den einzelnen Spezialisierungen (Kernkompetenzen) zwischen einem halben und einem Jahr dauern. Die Führungskurse für Offiziere, Warrant Officers und Nachrichtenwesen werden vom JFK Special Warfare Center teilweise auch an anderen Ausbildungseinrichtungen der Army durchgeführt. Der Sanitätsunteroffizierskurs wird dagegen vom Special Operations Medical Training Battalion (dt. „medizinisches Ausbildungsbataillon für Spezialeinsätze“) in Fort Bragg durchgeführt, das auch die Sanitäter der Delta Force und der Navy Seals ausbildet. Schwerpunkt dieser sehr umfangreichen und im Vergleich zu einem zivilen Rettungssanitäter deutlich umfangreicheren Ausbildung ist die Traumamedizin. Mit einem Jahr Dauer ist dies der längste Spezialisierungskurs. Dabei durchlaufen die späteren Sanitäter auch Praktika in zivilen Notfallkliniken. Der Fernmeldeunteroffizierskurs wird überwiegend in Fort Gruber, Oklahoma, durchgeführt. Neben Telekommunikationstechniken aller Art werden auch Grundkenntnisse in elektronischer Datenverarbeitung vermittelt.

### Phase 3
Während der 38 Tage dauernde Phase 3 werden Operationsplanung, Gefechtsfeldaufklärung, Luftlandeoperationen, Angriffs- und Isolationstechniken sowie interkulturelle Kommunikation trainiert.

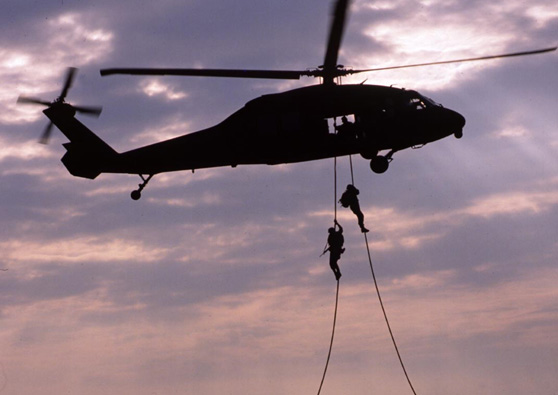
SF-Soldaten beim Abseilen von einem Sikorsky UH-60 Black Hawk

Danach werden die Aspiranten mit den Grundlagen der unkonventionellen Kriegs- und Gefechtsführung vertraut gemacht. Am Ende schließt der Lehrgang mit einer sehr umfangreichen und aufwendigen Feldübung, die als Robin Sage bezeichnet wird, ab. Dabei werden alle gelernten Fertigkeiten im Rahmen dieser größten und teuersten Dauerübung der Spezialeinsatzkräfte getestet. Die Vorbereitung, Planung und Durchführung dieses Manövers beginnt bereits am 16. Tag und nimmt damit mehr als die Hälfte der Phase drei ein. Das Pineland genannte Übungsgebiet mit einer Ausdehnung von mehreren hundert Quadratkilometern ist ein ziviles Landwirtschaftsgebiet nördlich von Fort Bragg und westlich von Camp MacKall. Während dieser Gefechtssimulation wird ein 75-tägiger Einsatz auf die Dauer von 15 Tagen komprimiert. Dabei müssen bis zu 12 ODAs (Züge) auf verschiedenen Wegen ein feindlich kontrolliertes Gebiet infiltrieren, um mit der dort operierenden Guerillabewegung Kontakt aufzunehmen, ihr Vertrauen gewinnen („Verhandeln“) und sie am Ende ausbilden und führen. Diese einheimische „Widerstandsbewegung“, die sogenannte G-Force, wird von Veteranen der Einheit gespielt. Danach werden gemeinsame Guerillaoperationen und schließlich die Unterstützung einer Invasion konventioneller Kräfte, beziehungsweise das Zusammenwirken mit ihnen aus dem Hinterhalt, simuliert. Nach dem „erfolgreichen Feldzug“ wird noch eine Demobilisierung der Guerillakräfte mit abschließender Exfiltration (dem Herauslösen aus dem Operationsgebiet) der einzelnen ODAs durchgespielt.